# Чемпионат Европы по баскетболу среди женщин 2011 — дивизион B
Чемпионат Европы по баскетболу среди женщин 2011 — дивизион B — баскетбольное соревнование которое проходило с 1 августа 2010 по 11 июня 2011 года. В турнире участвовало девять команд, разделённых на две группы. Команды в группах играли по круговой системе «каждый с каждым» дома и на выезде. Победитель каждой из групп получил путёвки в дивизион «А», где будет участвовать в отборочном турнире за попадание в финальную часть чемпионата Европы—2013.

## Группа А
1 тур 07.08.10
Швеция — Словения — 78 : 61 (25:13, 10:16, 21:13, 22:19)
Португалия — Норвегия — 69 : 35 (15:10, 11:10, 22:11, 21:4)
2 тур
10.08.10 Словения — Португалия — 67 : 63 (14:12, 20:17, 11:12, 22:22)
11.08.10 Норвегия — Швеция — 53 : 65 (16:14, 9:16, 12:14, 16:21)
3 тур 15.08.10
Швеция — Португалия — 68 : 54 (17:13, 25:17, 9:18, 17:6)
Норвегия — Словения — 61 : 81 (11:23, 20:16, 8:25, 22:17)
4 тур 05.06.11
Норвегия — Португалия — 55 : 49 (17:13, 16:9, 7:17, 15:10)
Словения — Швеция — 70 : 63 (18:19, 16:19, 15:11, 21:14)
5 тур 08.06.11
Швеция — Норвегия — 76 : 43 (26:18, 17:8, 18:11, 15:6)
Португалия — Словения — 53 : 66 (20:16, 9:20, 16:15, 8:15)
6 тур 11.06.11
Словения — Норвегия — 75 : 49 (14:12, 23:15, 14:9, 24:13)
Португалия — Швеция — 55 : 65 (19:18, 7:14, 15:13, 14:20)
| Место | Команда    | И | В | П | М         | Очки |
| ----- | ---------- | - | - | - | --------- | ---- |
| 1     | Швеция     | 6 | 5 | 1 | 415 − 336 | 11   |
| 2     | Словения   | 6 | 5 | 1 | 420 − 367 | 11   |
| 3     | Португалия | 6 | 1 | 5 | 343 − 356 | 7    |
| 4     | Норвегия   | 6 | 1 | 5 | 296 − 415 | 7    |

## Группа В
1 тур 01.08.10
Эстония — Албания — 127 : 33 (41:3, 24:10, 31:8, 31:12)
Швейцария — Люксембург — 66 : 56 (23:13, 13:4, 13:20, 17:19)
2 тур 04.08.10
Люксембург — Эстония — 47 : 73 (19:20, 7:25, 9:19, 12:9)
Босния и Герцеговина — Швейцария — 64 : 71 (14:21, 24:19, 14:13, 12:18)
3 тур 07.08.10
Эстония — Босния и Герцеговина — 54 : 47 (14:11, 10:12, 11:16, 19:8)
Албания — Люксембург — 44 : 88 (10:18, 8:27, 12:21, 14:22)
4 тур 11.08.10
Босния и Герцеговина — Албания — 99 : 48 (29:4, 19:14, 27:18, 24:12)
Швейцария — Эстония — 66 : 61 (10:18, 24:8, 13:20, 19:15)
5 тур 15.08.10
Люксембург — Босния и Герцеговина — 63 : 75 (21:16, 12:13, 16:18, 14:28)
Албания — Швейцария — 55 : 66 (10:14, 14:19, 10:22, 21:11)
6 тур 30.05.11
Люксембург — Швейцария — 65 : 71 (18:14, 15:12, 23:16, 9:29)
Албания — Эстония — 45 : 86 (14:15, 16:26, 2:29, 13:16)
7 тур 02.06.11
Эстония — Люксембург — 110 : 71 (28:20, 28:19, 23:19, 31:13)
Швейцария — Босния и Герцеговина — 62 : 74 (10:16, 19:25, 24:14, 9:19)
8 тур 05.06.11
Люксембург — Албания — 86 : 72 (20:13, 19:16, 24:17, 23:26)
Босния и Герцеговина — Эстония — 54 : 55 (17:17, 14:11, 11:14, 12:13)
9 тур 08.06.11
Эстония — Швейцария — 80 : 54 (20:19, 16:14, 29:6, 15:15)
Албания — Босния и Герцеговина — 56 : 96 (16:23, 13:26, 10:19, 17:28)
10 тур 11.06.11
Босния и Герцеговина — Люксембург — 88 : 67 (25:17, 22:11, 19:15, 22:24)
Швейцария — Албания — 97 : 48 (25:6, 21:9, 34:17, 17:16)
| Место | Команда              | И | В | П | М         | Очки |
| ----- | -------------------- | - | - | - | --------- | ---- |
| 1     | Эстония              | 8 | 7 | 1 | 646 − 417 | 15   |
| 2     | Швейцария            | 8 | 6 | 2 | 553 − 503 | 14   |
| 3     | Босния и Герцеговина | 8 | 5 | 3 | 597 − 476 | 13   |
| 4     | Люксембург           | 8 | 2 | 6 | 543 − 599 | 10   |
| 5     | Албания              | 8 | 0 | 8 | 401 − 475 | 8    |